# ジャイアンツ・ソング
「ジャイアンツ・ソング」は、日本野球機構（NPB）のセントラル・リーグに属する読売ジャイアンツ（巨人）の2代目球団歌である。作詞・岡野青志、補作・藤浦洸、作曲・米山正夫。
球団歌としては1949年（昭和24年）から1962年（昭和37年）まで使用された。楽曲の正式な表題は1939年（昭和14年）に制定された初代の「野球の王者」および1963年（昭和38年）制定の3代目で現行の「闘魂こめて」と共通で漢字表記の「巨人軍の歌」とされているが、曲の完成を発表した1949年（昭和24年）9月15日付の読売新聞記事では見出し「巨人軍の歌 入選作決る」の「巨人軍の歌」に「ジャイアンツ・ソング」の振り仮名を付しており、記事に掲載された楽譜の表題やSPレコード（A669）の盤面、日本音楽著作権協会（JASRAC）データベースの登録名はいずれも片仮名で「ジャイアンツ・ソング」と記載されている。こうした経緯もあり、後述の各種アルバムへ採録される場合は先代・次代の2曲と区別するため片仮名表記の「ジャイアンツ・ソング」をトラック名としており、本項の記事名もそれに従っている。

## 解説
巨人の初代球団歌は1939年（昭和14年）制定の「野球の王者」だが、第二次世界大戦による中断を経て1946年（昭和21年）に日本野球連盟のリーグ戦が再開された時点では既に演奏実態が無くなっていた。そのため、読売新聞社では1949年（昭和24年）8月に改めて2代目の球団歌を作成することを発表し、紙面上で歌詞の懸賞公募を実施した。審査委員には1931年（昭和6年）に同社主催の日米対抗野球テーマソングとして「日米野球行進曲」（作曲・古関裕而）を作詞した久米正雄、懸賞公募と同時期に美空ひばりの「悲しき口笛」がヒットしていた作詞家の藤浦洸らを迎え、副賞は入選が賞金3万円とポータブル蓄音機1台、佳作が賞金2000円と日本コロムビア提供のレコード5枚であった。
この時期の巨人は川上哲治、千葉茂、青田昇らスター選手を擁し、リーグ戦で首位を独走していたこともあり応募総数は1万5539篇に及んだ。読売の懸賞公募発表と同時期には東京消防庁が東京新聞紙上で「東京消防歌」の懸賞公募実施を発表していたが、締め切りや発表時期が重なるのに加えて読売の賞金が3万円と高額だったためそちらに注目が集まり過ぎて消防歌への応募が低調に終わるのではないかと懸念する声が関係者から出たものの、最終的には消防歌の方も4743篇の応募があり安堵したと言うエピソードが伝えられている。
入選作は東京都足立区からの応募で他に5篇が佳作として表彰されたが、審査委員で入選した歌詞の補作を行った藤浦は
と講評を残している。
発表演奏は9月25日に東京都港区の芝スポーツセンター開場記念イベント内で行われ、11月に藤山一郎の歌唱を吹き込んだレコード盤が発売されたが、収録時間の都合で全4番のうち3番が省略され1・2・4番の短縮版となっている。この年のリーグ戦は秋期にサンフランシスコ・シールズとの親善交流試合が組まれたため一時休止されていたが、11月の再開後に巨人が2位の阪急に16ゲームの大差を付けて1リーグ時代最後の優勝を飾った。

## その後
「ジャイアンツ・ソング」は初代の「野球の王者」よりは長く演奏されたものの、改題を経て戦前から歌い継がれている「阪神タイガースの歌」とは対照的にファンの間で広く定着したとは言い難く、1963年（昭和38年）に創立30周年を記念して制定された3代目「巨人軍の歌」、通称「闘魂こめて」へ代替わりしている。
作曲者の米山正夫は後に近鉄バファローズの球団歌を手掛けており、歌詞を補作した藤浦洸は2リーグ分裂でパシフィック・リーグに属した東急フライヤーズの球団歌を作詞している。また、創唱者の藤山一郎はパ・リーグへ新規参入した毎日オリオンズの球団歌でも創唱者となっており、これとは別に作曲家として「西鉄ライオンズの歌」「阪急ブレーブス応援歌」の2曲を作詞のサトウハチローとのコンビで手掛けた。

## 収録アルバム
いずれも日本コロムビア発売で、SP盤の藤山一郎による創唱モノラル録音。初版で省略された3番を含めた完全版のカバーは市販されていない。
- 野球ソングス 大定番と貴重盤（COCP-36066）
- 決定盤　国民的歌手 藤山一郎全集(下) 〜貴重な遺産〜（COCP-36729〜36731）のディスク2
- 俺たちの野球の歌 〜六甲おろし 闘魂こめて〜（COCP-38188）
- 生誕100年記念 米山正夫 全集(上) （COCP-37565〜37657）のディスク1